# Léa Bosco
Léa Bosco (...) è un'attrice e modella francese.

## Biografia
Léa Bosco ha recitato in teatro, al cinema e in televisione ed è stata modella per marche francesi quali L'Oréal, Sephora, Chloé e Lise Charmel.

## Filmografia parziale

### Cinema
- Alliance cherche doigt, 1996, regia di Jean-Pierre Mocky
- I Buddenbrook, 2008, regia di Heinrich Breloer

### Televisione
- La Bastide blanche, 1997, regia di Miguel Courtois
- Il cuore e la spada, 1998, regia di Fabrizio Costa
- Tropiques amers, 2006, regia di Jean-Claude Flamand Barny
- La Mort dans l'île, 2008, regia di Philippe Setbon
- Anna Karenina, 2013, regia di Christian Duguay
- La bella e la bestia, 2014, regia di Fabrizio Costa